# قلعة القواسم
 قلعه القواسم  قلعة دفاعية منيعة في مدينة رأس الخيمة تابعة لإمارة رأس الخيمة في دولة الإمارات العربية المتحدة.
حصن القواسم الذي يعود إلى أواسط القرن الثامن عشر ، ويتكون من 56 غرفة قديمة وحديقة من الحجارة والجص المحلي، وله برجان شمالي وجنوبي ويخلو الحصن من النقوش والزخارف
، وهنالك قلعة ضاية العسكرية التي شيدت في القرن السادس عشر على تل مرتفع يواجه الخليج والتي شهدت معركة ضارية دارت بين أهالي رأس الخيمة و البريطانيين عام 1819 ،وهناك  قلعة الفلية التي بنيت في القرن الثامن عشر والتي شهدت توقيع حكام الإمارات عام 1820 على اتفاقيات السلام العام مع بريطانيا، ثم قلعة العريبي ومربعة إبراهيم بن سلطان والبقيشي ومربعة الرمس وحصن الرمس، وبرج دامة وخور خوير وبرج مدخل رأس الخيمة،
وحصن الجزيرة الحمراء الذي بناه حسن بن أحمد وكان مقرا للحاكم، وأبراج خت الأربعة التي تتركز فوق التلال والجبال المحيطة بمدينة خت، وبرج المدينة والنقبي، وحصن إذن ومربعة مسافي وحصن نصلة وبرجها وبرج المشرخ والحلو وغيرها العديد من الأبراج والربعات التي توزعت في رحاب راس الخيمة.